# Női 4 × 400 méteres váltófutás a 2024. évi nyári olimpiai játékokon
A 2024. évi nyári olimpiai játékokon az atlétika női 4 × 400 méteres váltófutás versenyszámának előfutamait augusztus 9-én, döntőjét augusztus 10-én rendezték a Párizsban a Stade de France-ban. Az aranyérmet az amerikai csapat nyerte.
Ez a versenyszám 14. alkalommal szerepelt az olimpiai programban.

## Rekordok
A versenyt megelőzően a következő rekordok voltak érvényben:
| Világrekord                  | Szovjetunió (URS) · Tatyjana Ledovszkaja, Olga Nazarova, Marija Pinyigina, Olha Brizhina | 3:15,17 | Szöul, Dél-Korea                  | 1988. október 1. |
| Olimpiai rekord              | Szovjetunió (URS) · Tatyjana Ledovszkaja, Olga Nazarova, Marija Pinyigina, Olha Brizhina | 3:15,17 | Szöul, Dél-Korea                  | 1988. október 1. |
| Világ legjobb idei eredménye | Arkansas Razorbacks Amber Anning, Rosey Effiong, Nickisha Pryce, Kaylyn Brown            | 3:17,96 | Eugene, Amerikai Egyesült Államok | 2024. július 8.  |

## Eredmények
Az időeredmények perc:másodpercben értendők. A rövidítések jelentése a következő:
| - WR: világrekord - OR: olimpiai rekord - AR: kontinens rekord - NR: országos rekord | - SB: 2024-ben az addigi legjobb eredménye - Q: helyezés alapján továbbjutott - q: időeredmény alapján továbbjutott - DQ: kizárták |

### Előfutamok
Minden előfutam első három helyezettje automatikusan a döntőbe jutott. Az összesített eredmények alapján további két csapat jutott a döntőbe.
| H  | Pálya | Nemzet           | Versenyzők                                                                | Eredmény | Mj    |
| -- | ----- | ---------------- | ------------------------------------------------------------------------- | -------- | ----- |
| 1. | 6     | Egyesült Államok | Quanera Hayes, Shamier Little, Aaliyah Butler, Kaylyn Brown               | 3:21,44  | Q, SB |
| 2. | 7     | Nagy-Britannia   | Yemi Mary John, Hannah Kelly, Jodie Williams, Lina Nielsen                | 3:24,72  | Q, SB |
| 3. | 8     | Franciaország    | Sounkamba Sylla, Shana Grebo, Alexe Déau, Amandine Brossier               | 3:24,73  | Q     |
| 4. | 4     | Belgium          | Hanne Claes, Imke Vervaet, Camille Laus, Helena Ponette                   | 3:24,92  | q     |
| 5. | 9     | Spanyolország    | Blanca Hervás, Berta Segura, Eva Santidrián, Carmen Avilés                | 3:28,29  |       |
| 6. | 5     | Norvégia         | Josefine Tomine Eriksen, Lakeri Ertzgaard, Elisabeth Slettum, Amalie Iuel | 3:28,61  |       |
| 7. | 2     | Svájc            | Giulia Senn, Julia Niederberger, Annina Fahr, Yasmin Giger                | 3:29,75  |       |
| 8. | 3     | Kuba             | Melissa Padrón, Daily Cooper Gaspar, Sahily Diago, Roxana Gómez           | 3:33,99  |       |

| H  | Pálya | Nemzet        | Versenyzők                                                                        | Eredmény | Mj    |
| -- | ----- | ------------- | --------------------------------------------------------------------------------- | -------- | ----- |
| 1. | 9     | Jamaica       | Andrenette Knight, Ashley Williams, Charokee Young, Stephenie Ann McPherson       | 3:24,92  | Q, SB |
| 2. | 4     | Hollandia     | Eveline Saalberg, Lieke Klaver, Myrte van der Schoot, Lisanne de Witte            | 3:25,03  | Q     |
| 3. | 8     | Írország      | Sophie Becker, Phil Healy, Kelly McGrory, Sharlene Mawdsley                       | 3:25,05  | Q     |
| 4. | 7     | Kanada        | Zoe Sherar, Aiyanna Stiverne, Lauren Gale, Kyra Constantine                       | 3:25,77  | q     |
| 5. | 5     | Olaszország   | Ilaria Accame, Anna Polinari, Giancarla Trevisan, Alice Mangione                  | 3:26,50  |       |
| 6. | 6     | Lengyelország | Anastazja Kuś, Justyna Święty-Ersetic, Aleksandra Formella, Alicja Wrona-Kutrzepa | 3:26,69  |       |
| 7. | 3     | Németország   | Skadi Schier, Alica Schmidt, Mona Mayer, Eileen Demes                             | 3:26,95  |       |
| 8. | 2     | India         | Vithya Ramraj, Jyothika Sri Dandi, M, R, Poovamma, Subha Venkatesan               | 3:32,51  |       |

### Döntő
| H     | Pálya | Nemzet           | Versenyzők                                                                     | Eredmény | Mj     |
| ----- | ----- | ---------------- | ------------------------------------------------------------------------------ | -------- | ------ |
| Arany | 6     | Egyesült Államok | Shamier Little, Sydney McLaughlin-Levrone, Gabrielle Thomas, Alexis Holmes     | 3:15,27  | WL, AR |
| Ezüst | 5     | Hollandia        | Lieke Klaver, Cathelijn Peeters, Lisanne de Witte, Femke Bol                   | 3:19,50  | NR     |
| Bronz | 7     | Nagy-Britannia   | Victoria Ohuruogu, Laviai Nielsen, Nicole Yeargin, Amber Anning                | 3:19,72  | NR     |
| 4.    | 4     | Írország         | Sophie Becker, Rhasidat Adeleke, Phil Healy, Sharlene Mawdsley                 | 3:19,90  | NR     |
| 5.    | 9     | Franciaország    | Sounkamba Sylla, Shana Grebo, Amandine Brossier, Louise Maraval                | 3:21,41  | NR     |
| 6.    | 2     | Kanada           | Zoe Sherar, Savannah Sutherland, Kyra Constantine, Lauren Gale                 | 3:22,01  | SB     |
| 7.    | 3     | Belgium          | Naomi Van den Broeck, Imke Vervaet, Hanne Claes, Helena Ponette                | 3:22,40  | SB     |
| –     | 8.    | Jamaica          | Stacey Ann Williams, Andrenette Knight, Shiann Salmon, Stephenie Ann McPherson | DNF      |        |